# Моргенштерн, Виктор Викторович
Ви́ктор Ви́кторович Моргенште́рн (3 марта 1907, Российская империя — 1986, СССР) — советский режиссёр неигрового кино.

## Биография
В 1928 году окончил Московский университет. С того же года начал работать в кино как ассистент режиссёра, сначала на студии «Госкино», затем «Совкино». С 1930 года — режиссёр на студии «Культурфильм», где выполнил ряд работ этнографического характера. С декабря 1931 года — в кинохронике, был режиссёром киножурналов «На страже», «На страже СССР».
C 1934 года начал работать на «Мостехфильме», где ставил документальные, научно-популярные, видовые, учебные и научно-фантастические фильмы. В годы Великой Отечественной войны работал над военно-учебными фильмами.
 Был режиссёром киножурнала «Наука и техника».
Член Союза кинематографистов (Москва).
Урна с прахом захоронена на Новом Донском кладбище в Москве.

## Фильмография
- 1930 — Малоземельная тундра
- 1930 — Северная Двина
- 1932 — Ураз Байдаров[9]
- 1933 — Большевик Разгуляев[10]
- 1939 — Москва[11]
- 1940 — Центральный музей В. И. Ленина[12]
- 1941 — Как уберечь себя от действия отравляющих веществ
- 1944 — Новодевичий монастырь. Архитектурный кино-очерк[13]
- 1945 — Небесные гости[14]
- 1946 — Останкино
- 1946 — Сердце Родины[15]
- 1947 — Как работал Маяковский (совместно с Ф. Тяпкиным)[16]
- 1948 — Художники-воины[17]
- 1950 — И. Левитан
- 1951 — Завод-автомат[18]
- 1952 — Школа сельских механизаторов
- 1953 — Красноярские столбы[19]
- 1954 — Поэт революции[20]
- 1955 — Новаторы станкостроения
- 1956 — Горячий час
- 1957 — Макеевская Мацеста
- 1957 — Приезжайте в Москву
- 1957 — Точное литьё
- 1959 — Перед прыжком в космос[21]
- 1959 — Я был спутником Солнца
- 1960 — Всесоюзная художественная фотовыставка «Семилетка в действии»
- 1960 — Перед прыжком в космос
- 1960 — Русский художник
- 1960 — Художник И. Левитан[22]
- 1961 — Из глубины столетий
- 1961 — Шаги семилетки
- 1962 — Глазами современников
- 1962 — Москва, Кремль[23]
- 1962 — На рубежах семилетки
- 1962 — Художник М. Нестеров[24]
- 1963 — Репортаж с фронтов семилетки
- 1963 — Станиславский. Страницы великой жизни (совместно с С. Козьминским, Я. Миримовым)[25]
- 1964 — Гостеприимное море
- 1965 — Страницы большой дружбы[26]
- 1966 — Вечный свет[27]
- 1966 — Любите ли вы камни?
- 1968 — Время больших испытаний
- 1969 — 1917 март — апрель[28]
- 1970 — Задумано Лениным[29]
- 1970 — Художественная гимнастика
- 1971 — Моя жизнь — Россия[30]
- 1972 — Пантелеймон Кондратьевич Пономаренко
- 1973 — Штаб советской науки
- 1973 — Если хочешь быть здоров
- 1973 — Прожитое незабываемое
- 1974 — Вечно молодой. ( Малому театру 150 лет)[31]
- 1975 — Дорогами солдата[32]
- 1975 — Кольцо дружбы[33]
- 1977 — Подготовка профсоюзных кадров в СССР[34]
- 1977 — Страницы каменной летописи
- 1978 — Избранники народа[35]

## Награды
- Медаль «За трудовую доблесть» (6 марта 1950) — за выдающиеся заслуги в развитии советской кинематографии, в связи с 30-летием[36].